# Viktor Emanuel Savojský
Princ Viktor Emanuel Savojský, kníže neapolský (Viktor Emanuel Albert Karel Teodor Hubert Bonifác Amadeus Damián Bernardin Gennaro Maria Savojský, 12. února 1937 Neapol – 3. února 2024 Ženeva), byl jediný syn posledního italského krále Umberta II. a královny Marie Josefy Belgické. Také používal titul savojského vévody a nárokoval si vedení rodu Savojských. Byl ženatý s Marinou Doriovou, se kterou měl syna Emanuela Filiberta. Tyto nároky byly zpochybňovány příznivci jeho bratrance ze třetího kolene, prince Aimone, 6. vévoda z Aosty.

## Život

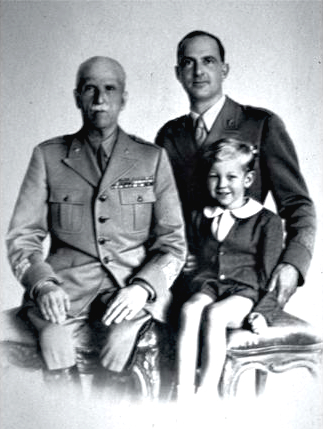
Italský král Viktor Emanuel III., jeho syn Umberto II. a jeho malý vnuk Viktor Emanuel

Při svém narození v roce 1937 Viktor Emanuel získal od svého děda titul knížete neapolského, jak bylo zvykem v savojské dynastii pro dědičné následníky trůnu a jejich prvorozené syny. Titul kníže neapolský se uděloval střídavě s historickým titulem kníže piemontský, který kdysi dostal jeho otec Umberto, jako tehdejší následník trůnu. Při svém narození byl Viktor Emanuel zároveň provolán říšským knížetem. Měl tři sestry, starší sestru princeznu Marii Piu a dvě mladší sestry, princeznu Marii Gabriellu a princeznu Marii Beatrice. Princezna Marie Pia se v roce 1955 provdala za prince Alexandra Jugoslávského, syna prince Pavla Jugoslávského a princezny Olgy Řecké a Dánské. Později se v roce 2003 znovu provdala za prince Michela Bourbonsko-Parmského, syna prince Reného Bourbonsko-Parmského a princezny Markéty Dánské a mladšího bratra královny Anny Rumunské. Viktor Emanuel byl také bratrancem krále Baudouina Belgického, krále Alberta II. Belgického, velkovévodkyně Josefíny Šarloty Lucemburské, hesenského lankraběte Mořice a cara Simeona II. Bulharského.

### Válečná léta
V roce 1938 se podle britských diplomatických zdrojů (zpráva o tom vyšla najevo až o mnoho let později) měla matka prince Viktora Emanuela, pozdější královna Marie Josefa, dohodnout s Rodolfem Grazianim a šéfem policie Arturem Bocchinim na přípravě státního převratu za pomoci několika ozbrojených jednotek v čele s generálem Pietrem Badogliem. Cílem akce bylo odstavit Benita Mussoliniho od moci, nahradit ho jistým milánským protifašistickým advokátem (zřejmě se jednalo o Carla Aphela) a přinutit krále Viktora Emanuela III. k abdikaci ve prospěch jeho syna Umberta. Ten by poté okamžitě abdikoval ve prospěch dosud nezletilého Viktora Emanuela. Marie Josefa měla být zároveň jmenována regentkou Italského království navzdory existenci tzv. Albertinského statutu (tento statut uznával regentství královny matky pouze v případě absence mužských příbuzných), a to až do dovršení 21 let předpokládaného mladého panovníka. Tento domnělý komplot, s nímž měli souhlasit také Italo Balbo, anglofil Dino Grandi a ambiciozní protiněmecky naladěný zeť duceho Galeazzo Ciano, se ovšem nedostal dále než k předběžnému setkání v Racconigi a k několika schůzkám v Miláně, přičemž Marie Josefa se spiklenci nikdy nehovořila přímo. Spiknutí se účastnil také Edgardo Sogno.
Dne 7. srpna 1943 musely na příkaz krále Viktora Emanuela III. Maria Josefa a její tři dcery opustit Řím. Odjely do Sant'Anny ve Valdieri v Piemontu.. Z důvodů bezpečnosti se rodina poté přestěhovala na hrad Sarre a večer 8. září 1943 dostala příkaz k odjezdu do Švýcarska. Po skončení války se Viktor Emanuel a jeho sestry mohli o několik dnů dříve než jejich matka vrátit do Říma.

### Konec války
Po abdikaci Viktora Emanuela III. 9. května 1946 se mladý Viktor Emanuel stal korunním princem. 5. června 1946, krátce po hlasování o ústavním referendu 2. a 3. června 1946, nařídil Umberto II. vzhledem k nevraživosti ministrů a šéfů politických uskupení své manželce, aby s dětmi opustila Itálii a vyčkala výsledků jednání, neboť chtěl zabránit ohrožení jejich životů.
V noci z 12. na 13. června 1946 italská vláda udělila moc provizorní hlavě státu, předsedovi Státní rady, aniž by vyčkala vyhlášení definitivních výsledků ústavního referenda kasačním soudem, které bylo naplánováno na 18. června. Umberto, který situaci vyhodnotil jako projev revoluce, se rozhodl opustit Itálii, aby zabránil krveprolití.

## Manželství
Manželkou Viktora Emanuela Savojského byla Marina Doriová, která se narodila 12. února 1935. Je původem ze Švýcarska, dcera továrníka vyrábějícího sušenky. Před svým sňatkem byla známou sportovkyní, závodila ve vodním lyžování.

## Smrt
Viktor Emanuel zemřel v Ženevské kantonální nemocnici ve Švýcarsku dne 3. února 2024 ve věku 86 let. Prohlášení savojského královského rodu uvádělo čas jeho smrti v 07:05 SEČ.
Jeho pohřeb se konal 10. února 2024 v turínské katedrále a poté byl zpopelněn. Mezi účastníky jeho pohřbu byla jeho vdova princezna Marina, kněžna neapolská, jeho syn a snacha princ Emanuel Filibert, kníže benátský, a princezna Clotilde, kněžna benátská, jeho vnučka princezna Vittoria, kněžna z Carignana, jeho sestra princezna Maria Pia Bourbonsko-Parmská, jeho synovec princ Dimitrij Jugoslávský, princ Aimone, vévoda z Aosty, a princezna Olga, vévodkyně z Aosty, princ Jean Lucemburský, monacký kníže, královna Sofie Španělská, princ Leka Albánský, kníže Boris Tarnovský, Fuad II. Egyptský, princ Filippos Řecký a Dánský, kníže Afonso z Beiry, princ Karel, vévoda z Castra, John T. Dunlap a Daniel McVicar. Popel byl následně pohřben v královské kryptě baziliky di Superga.

## Titulatura
Hlavě savojské dynastie tradičně náleží titul vévody savojského. Tento titul byl však přiznán bratranci Viktora Emanuela, Amadeovi Savojskému z Aosty. S tím byla spojena rozepře mezi oběma bratranci také ohledně teoretického následnictví italského trůnu. Amedeo získal podporu předsedy Rady senátorů království Alda Alessandra Moly a sestry Viktora Emanuela, Marie Gabrielly.

## Rodokmen
|                         |                             |  |                     |                                              |  |  |  |  |  |  |  | Viktor Emanuel II. |
|                         |                             |  |                     |                                              |  |  |  |  |  |  |  |                    |
|                         | Umberto I.                  |  |                     |                                              |  |  |  |  |  |  |  |                    |
|                         |                             |  |                     |                                              |  |  |  |  |  |  |  |                    |
|                         |                             |  |                     | Adelheid Rakouská                            |  |  |  |  |  |  |  |                    |
|                         |                             |  |                     |                                              |  |  |  |  |  |  |  |                    |
|                         | Viktor Emanuel III.         |  |                     |                                              |  |  |  |  |  |  |  |                    |
|                         |                             |  |                     |                                              |  |  |  |  |  |  |  |                    |
|                         |                             |  |                     | Ferdinand Maria Savojsko-Carignanský         |  |  |  |  |  |  |  |                    |
|                         |                             |  |                     |                                              |  |  |  |  |  |  |  |                    |
|                         | Markéta Savojská            |  |                     |                                              |  |  |  |  |  |  |  |                    |
|                         |                             |  |                     |                                              |  |  |  |  |  |  |  |                    |
|                         |                             |  |                     | Alžběta Saská                                |  |  |  |  |  |  |  |                    |
|                         |                             |  |                     |                                              |  |  |  |  |  |  |  |                    |
|                         | Umberto II.                 |  |                     |                                              |  |  |  |  |  |  |  |                    |
|                         |                             |  |                     |                                              |  |  |  |  |  |  |  |                    |
|                         |                             |  |                     | Mirko Petrović-Njegoš                        |  |  |  |  |  |  |  |                    |
|                         |                             |  |                     |                                              |  |  |  |  |  |  |  |                    |
|                         | Nikola I. Petrović-Njegoš   |  |                     |                                              |  |  |  |  |  |  |  |                    |
|                         |                             |  |                     |                                              |  |  |  |  |  |  |  |                    |
|                         |                             |  |                     | Anastasija Martinović                        |  |  |  |  |  |  |  |                    |
|                         |                             |  |                     |                                              |  |  |  |  |  |  |  |                    |
|                         | Elena Černohorská           |  |                     |                                              |  |  |  |  |  |  |  |                    |
|                         |                             |  |                     |                                              |  |  |  |  |  |  |  |                    |
|                         |                             |  |                     | Petar Vukotić                                |  |  |  |  |  |  |  |                    |
|                         |                             |  |                     |                                              |  |  |  |  |  |  |  |                    |
|                         | Milena Vukotić              |  |                     |                                              |  |  |  |  |  |  |  |                    |
|                         |                             |  |                     |                                              |  |  |  |  |  |  |  |                    |
|                         |                             |  |                     | Jelena Vojvodić                              |  |  |  |  |  |  |  |                    |
|                         |                             |  |                     |                                              |  |  |  |  |  |  |  |                    |
| Viktor Emanuel Savojský |                             |  |                     |                                              |  |  |  |  |  |  |  |                    |
|                         |                             |  |                     |                                              |  |  |  |  |  |  |  |                    |
|                         |                             |  | Leopold I. Belgický |                                              |  |  |  |  |  |  |  |                    |
|                         |                             |  |                     |                                              |  |  |  |  |  |  |  |                    |
|                         | Filip Belgický              |  |                     |                                              |  |  |  |  |  |  |  |                    |
|                         |                             |  |                     |                                              |  |  |  |  |  |  |  |                    |
|                         |                             |  |                     | Luisa Orleánská                              |  |  |  |  |  |  |  |                    |
|                         |                             |  |                     |                                              |  |  |  |  |  |  |  |                    |
|                         | Albert I. Belgický          |  |                     |                                              |  |  |  |  |  |  |  |                    |
|                         |                             |  |                     |                                              |  |  |  |  |  |  |  |                    |
|                         |                             |  |                     | Karel Antonín Hohenzollernsko-Sigmaringenský |  |  |  |  |  |  |  |                    |
|                         |                             |  |                     |                                              |  |  |  |  |  |  |  |                    |
|                         | Marie Luisa Hohenzollernská |  |                     |                                              |  |  |  |  |  |  |  |                    |
|                         |                             |  |                     |                                              |  |  |  |  |  |  |  |                    |
|                         |                             |  |                     | Josefína Bádenská                            |  |  |  |  |  |  |  |                    |
|                         |                             |  |                     |                                              |  |  |  |  |  |  |  |                    |
|                         | Marie Josefa Belgická       |  |                     |                                              |  |  |  |  |  |  |  |                    |
|                         |                             |  |                     |                                              |  |  |  |  |  |  |  |                    |
|                         |                             |  |                     | Maxmilián Josef Bavorský                     |  |  |  |  |  |  |  |                    |
|                         |                             |  |                     |                                              |  |  |  |  |  |  |  |                    |
|                         | Karel Teodor Bavorský       |  |                     |                                              |  |  |  |  |  |  |  |                    |
|                         |                             |  |                     |                                              |  |  |  |  |  |  |  |                    |
|                         |                             |  |                     | Ludovika Bavorská                            |  |  |  |  |  |  |  |                    |
|                         |                             |  |                     |                                              |  |  |  |  |  |  |  |                    |
|                         | Alžběta Gabriela Bavorská   |  |                     |                                              |  |  |  |  |  |  |  |                    |
|                         |                             |  |                     |                                              |  |  |  |  |  |  |  |                    |
|                         |                             |  |                     | Michal I. Portugalský                        |  |  |  |  |  |  |  |                    |
|                         |                             |  |                     |                                              |  |  |  |  |  |  |  |                    |
|                         | Marie Josefa Portugalská    |  |                     |                                              |  |  |  |  |  |  |  |                    |
|                         |                             |  |                     |                                              |  |  |  |  |  |  |  |                    |
|                         |                             |  |                     | Adelaida z Löwenstein-Wertheim-Rosenbergu    |  |  |  |  |  |  |  |                    |
|                         |                             |  |                     |                                              |  |  |  |  |  |  |  |                    |

Viktor Emanuel Savojský byl vnukem belgického krále Alberta I., pravnukem černohorského krále Nikoly I. Mezi jeho předky patří také římský císař a český král Leopold II. a portugalský král Jan VI.